# Hindawi Programming System
L'Hindawi Programming System è una famiglia di linguaggi di programmazione a codice sorgente aperto non basata sulla lingua inglese, che fu concepita per le lingue dell'India e adottata dagli utenti non anglofoni.
Hoindawi è un sistema scalabile che supporta numerosi paradigmi di programmazione: dai linguaggi didattici Shaili Prathmik, Indic BASIC e Indic LOGO rivolti ai principianti della programmazione, all'estremo opposto di Shaili Guru (la versione indiana del linguaggio C), Shaili Shraeni (la versione indiana del linguaggio C++), Shaili Yantrik (Assembly), Shaily Shabda (Lex), Shaili Vyaakaran (chiamato anche Shaili Vyaaka, versione indiana del linguaggio Yacc) e Shaili Kritrim, che è un linguaggio di programmazione eseguito su JVM.
| Linguaggio di programmazione | Versione in lingua indiana      |
| ---------------------------- | ------------------------------- |
| Basic                        | Indic BASIC                     |
| Logo                         | Indic LOGO                      |
| linguaggio C                 | Shaili Guru                     |
| C++                          | Shaili Shraeni                  |
| Assembly                     | Shaili Yantrik                  |
| Lex                          | Shaily Shabda                   |
| Yacc                         | Shaili Vyaakaran/ Shaili Vyaaka |
| linguaggi per JVM            | Shaili Kritrim                  |

## Funzionamento
HPS utilizza la traslitterazione Romenagri, sistema a sorgente aperto di traslitterazione nelle lingue indiane, per convertire il codice sorgente di alto livello in un formato accettabile dal compilatore. In uno step successivo, utilizza un compilatore esistente nel mercato per generare il codice macchina.

## Storia
Il 15 agosto 2004, gli sviluppatori indiani Abhishek Choudhary e Sweta Karwa rilasciarono la prima versione pubblica di HPS, unitamente a Romenagri e al modulo APCISR.
Il 15 agosto 2005, fu ufficializzata la versione 2.0 dal Ministro dell'Istruzione del Bihar Ram Prakash Mahto. Ad un anno di distanza fu pubblicata la versione portabile per sistemi Linux.

## Riconoscimenti
- 2005: National Young IT Professional Award nella categoria dei programmi FLOSS (FLOSS Fellowship), assegnato dalla Computer Society of India con un finanziamento contestuale.[5];
- 2006: riconoscimento del programma Technology Development for Indian Languages (TDIL) da parte del Ministero dell'Elettronica e delle Tecnologie Informatiche del governo indiano[senza fonte][1];
- 2007: fu selezionato per il Manthan Award della Digital Empowerment Foundation, senza vincerle il premio.[6]